# Арапски свет
Арапски свет (арап. العالم العربي al-ʿālam al-ʿarabī, званично: арап. الوطن العربي), познат као и Арапска нација (арап. الأمة العربية al-ʾummah al-ʿarabīah), се састоји из земаља у којима се говори арапски језик и њихових становника на Блиском истоку.
Стандардна дефиниција арапског света обухвата 22 земље и територије Арапске лиге простирући се од Атлантског океана на западу до Арабијског мора на истоку, и од Средоземног мора на северу до Рога Африке и Индијског океана на југоистоку. Чини га укупно 422 милиона становника, с тим што више од половине чине људи млађи од 25 година.
Осећај арапског национализма се појавио у другој половини 19. века, заједно са другим националистичким покретима у оквиру Османског царства. Арапска лига је основана 1945. године да би представљала интересе Арапа, као и да би спровела политичко уједињење арапских земаља, пројекат познат по имену Панарабизам. Арапско пролеће крајем 2010. и почетком 2011. године је усмерено против влада и политичке корупције, заједно са захтевима за веће економске шансе и прилике за развоје.
Термин Арапски свет не прихватају становници ове области који се не сматрају Арапима, то јест, припадници несемитских народа као што су Бербери и Курди, јер он подразумева да је цео регион по идентитету, популацији и пореклу арапски, иако је оригинална домовина Арапа Арапско полуострво. Овај термин такође одбијају да користе и неке семитске мањине као што су Маронити, Мизрахими, Асирци итд. с обзиром да су они претходили Арапима у земљама као што су Ирак, Палестина и Сирија.

## Дефиниција
Језичка и политичка ознака својствена термину Арапи је генерално доминантнија од генеалошких разматрања. Тако, појединци са слабим или чак и без директног порекла са Арабијског полуострва се могу сматрати Арапима, делом због свог матерњег језика. Међутим, такав идентитет је дискутабилан за многе људе. На пример, Египћани себе често неће идентификовати као Арапе.
У Мароку, Алжиру и Тунису арапски језик се користи само у државној управи, док народ говори магребским дијалектом, кога локално зову дариџа (транслит.). Дијалект садржи већину речи стандардног арапског, али такође садржи и велики број позајмљеница из берберског језика, као и позајмљенице из француског, кастиљанског шпанског, па чак и из италијанског језика (првенствено у Либији) – који су језици историјских колонијалних окупатора Магреба. Дариџа се говори и разумљив је у земљама Магреба, посебно у Мароку, Алжиру и Тунису, али је неразумљив говорницима других дијалеката, углавном онима из Египта и Блиског истока.

### Стандардна територијална дефиниција
Иако не постоји глобално прихваћена дефиниција арапског света, све земље чланице Арапске лиге се сматрају делом арапског света.
Арапска лига је регионална организација која има за циљ (између осталога) разматрање послова и интереса арапских земаља, и она поставља следећу дефиницију Арапа:
| „ | Арапин је особа која прича арапски језик, која живи у земљи у којој се говори арапски, и која се саосећа са тежњама људи који говоре арапски језик. | ” |

Ова стандардна територијална дефиниција се понекад сматра неприкладном или проблематичном, и може бити замењена одређеним додатним елементима.

#### Земље чланице Арапске лиге
| - Алжир (арап. al-Jazāʾir) - Бахреин (арап. al-Baḥrayn) - Комори (арап. Juzur al-Qamar) (Коморски и француски језик су други званични језици) - Џибути (арап. Djībūtī) ([Француски је други званични језик) - Египат (арап. Miṣr) - Ирак (арап. al-ʿIrāq) (Курдски је други званични језик (језик националне мањине)) - Јордан (арап. al-ʾUrdun) - Кувајт (арап. al-Kuwayt) - Либан (арап. Lubnān) - Либија (арап. Lībyā) | - Мауританија (арап. Mōrītānyā) - Мароко (арап. al-Maġrib) (Берберски је други званични језик) - Оман (арап. ʿUmān) - Палестина (арап. Filasṭīn) (Пуноправни члан Арапске лиге, прихваћена од стране већине земаља у свету) - Катар (арап. Qaṭar) - Саудијска Арабија (арап. al-Mamlakah al-ʿArabiyyah as-Saʿūdiyyah) - Сомалија (арап. aṣ-Ṣūmāl) (Сомалски је други званични језик) | - Судан (арап. as-Sūdān) (Енглески је други званични језик) - Сирија (арап. Sūryā) - Тунис (арап. Tūnis) - Уједињени Арапски Емирати (арап. al-ʾImārāt al-ʿArabiyyah al-Muttaḥidah) - Јемен (арап. al-Yaman) |
| --- | --- | --- |

### Помоћна језичка дефиниција
Као алтернатива, или у комбинацији са главном дефиницијом, стандардна територијална дефиниција каже да се арапски свет може дефинисати као свет који се састоји од држава и људи који су бар на неки начин уједињени арапским језиком, културом и географским граничењем, или од оних држава у којима већинско становништво говори арапски језик, у шта могу спадати и становници арапских дијаспора.
Када се помоћна лингвистичка дефиниција користи у комбинацији са стандардном територијалном дефиницијом, многи параметри се могу користити за одређивање тога која се држава или територија треба урачунати у ову алтернативну дефиницију арапског света. Ови параметри се могу користити у земљама и територијама Арапске лиге (које по стандардној дефиницији и чине арапски свет) као и у другим земљама и територијама. Типични параметри који се могу користити су: да ли је арапски језик широко распрострањен као говорни језик; да ли је арапски језик један од званичних или националних језика; или да ли се много говори језиком који је сродан арапском језику. Доле пописане земље долазе у обзир.
Арапски дијалекти се говоре свуда, а књижевни арапски језик је званични језик у већини земаља чланица Арапске лиге. Неколико земаља су прогласиле арапски језик својим националним језиком, иако се у тим земљама арапски језик не говори у већини. Међутим, као чланице Арапске лиге, те земље се сматрају делом арапског света по стандардној територијалној дефиницији.
Сомалија има два званична језика, арапски и сомалски језик, и оба језика припадају афро-азијској језичкој породици. Иако је арапски језик широко распрострањен на северу, Сомалски језик се доста користи и садржи велики број арапских позајмљеница.
Такође, Џибути има два званична језика, арапски и француски језик. Такође има неколико званично признатих националних језика; поред сомалског, многи људи говоре афарски језик, који је такође афро-азијски језик. Већински део популације говори сомалски и афарски језик, иако се арапски језик такође широко користи у трговини и другим активностима.
Комори има три званична језика: арапски, коморски и француски. Коморски је најраспрострањенији језик, арапски има религијску важност, а француски је важан због едукативног система.
Чад, Еритреја и Израел признају арапски као свој званични језик, мада нису земље чланице Арапске лиге. Иако Еритреја има статус посматрача у Арапској лиги, и има велики број говорника арапског језика, ни Чад ни Еритреја се углавном не сматрају делом арапског света.
Израел је јеврејска држава и стога не може бити део арапског света. Међутим, по неким дефиницијама, популација арапских становника Израела се може сматрати делом арапског света.
Иран има око 2 милиона говорника арапског језика. Ирански Арапи се углавном налазе у Ахвазу, југозападном делу покрајине Хузестан; други насељавају Бушехр и Хормозган провинције као и град Ком. Мали и Сенегал признају хасанију, арапски дијалекат морске етничке мањине као свој национални језик. Кипар је такође признао кипарски маронитски арапски по Регионалној повељи о регионалним и мањинским језицима, а званични језик Малте је сродан арапском магрепском језику, иако Малта није део арапског света.

## Популација
| Положај | Земља                     | Популација | Ранг (у свету) |
| ------- | ------------------------- | ---------- | -------------- |
| 1       | Египат                    | 83.425.854 | 16             |
| 2       | Алжир                     | 37.100.000 | 34             |
| 3       | Судан                     | 34.848.000 | 35             |
| 4       | Ирак                      | 33.425.000 | 39             |
| 5       | Мароко                    | 32.666.179 | 40             |
| 6       | Саудијска Арабија         | 28.660.000 | 45             |
| 7       | Јемен                     | 25.502.000 | 49             |
| 8       | Сирија                    | 21.740.340 | 55             |
| 9       | Тунис                     | 10.673.800 | 77             |
| 10      | Сомалија                  | 9.656.000  | 85             |
| 11      | Уједињени Арапски Емирати | 8.089.000  | 93             |
| 12      | Либија                    | 6.449.000  | 103            |
| 13      | Јордан                    | 6.345.023  | 106            |
| 14      | Палестина                 | 4.293.313  | 125            |
| 15      | Либан                     | 4.268.000  | 126            |
| 16      | Мауританија               | 3.378.254  | 134            |
| 17      | Кувајт                    | 2.889.000  | 138            |
| 18      | Оман                      | 2.883.000  | 139            |
| 19      | Катар                     | 1.921.000  | 149            |
| 20      | Бахреин                   | 1.341.000  | 155            |
| 21      | Џибути                    | 923.000    | 158            |
| 22      | Комори                    | 767.000    | 163            |

## Област
| Ранг | Земља             | Област (км) | Област (миље) | укупно % | Белешке                                                                                 |
| 1    | Алжир             | 2.381.741   | 919.595       | 18,1%    | Највећа земља у Африци и Арапској лиги                                                  |
| 2    | Саудијска Арабија | 2.149.690   | 830.000       | 16,3%    | Највећа земља на Блиском истоку                                                         |
| 3    | Судан             | 1.886.068   | 728.215       | 14,3%    |                                                                                         |
| 4    | Либија            | 1.759.540   | 679.360       | 13,3%    |                                                                                         |
| 5    | Мауританија       | 1.030.700   | 398.000       | 7,8%     |                                                                                         |
| 6    | Египат            | 1.022.600   | 394.800       | 7,8%     | Без Халаиб троугла (20.580 km²/7.950 sq mi)                                             |
| 7    | Сомалија          | 637.657     | 246.201       | 4,8%     |                                                                                         |
| 8    | Јемен             | 527.968     | 203.850       | 4,0%     |                                                                                         |
| 9    | Мароко            | 446.550     | 172.410       | 7,8%     | Без Западне Сахаре (266.000 km²/103.000 sq mi)                                          |
| 10   | Ирак              | 435.244     | 168.049       | 3,3%     |                                                                                         |
| 11   | Оман              | 309.500     | 119.500       | 2,3%     |                                                                                         |
| 12   | Сирија            | 185.180     | 71.500        | 1,4%     | Заједно са Голанском висоравни (1.200 km²) која је тренутно под администрацијом Израела |
| 13   | Тунис             | 163.610     | 63.170        | 1,2%     |                                                                                         |
| 14   | Јордан            | 89.342      | 34.495        | 0,7%     |                                                                                         |
| 15   | УАЕ               | 83.600      | 32.300        | 0,6%     |                                                                                         |
| 16   | Џибути            | 23.200      | 9.000         | 0,18%    |                                                                                         |
| 17   | Кувајт            | 17.818      | 6.880         | 0,14%    |                                                                                         |
| 18   | Катар             | 11.586      | 4.473         | 0,09%    |                                                                                         |
| 19   | Либан             | 10.452      | 4.036         | 0,08%    |                                                                                         |
| 20   | Палестина         | 6.020       | 2.320         | 0,05%    | Окупирана Газа и Западна Обала. Заједно са Источним Јерусалимом                         |
| 21   | Комори            | 2.235       | 863           | 0,017%   |                                                                                         |
| 22   | Бахреин           | 758         | 293           | 0,006%   |                                                                                         |

## Густина насељености
| Ранг   | Земља             | Популација  | Густина |
| ------ | ----------------- | ----------- | ------- |
| 1      | Египат            | 83.550.000  | 92      |
| 2      | Алжир             | 37.100.000  | 16      |
| 3      | Мароко            | 32.064.173  | 76      |
| 4      | Ирак              | 31.234.000  | 71      |
| 5      | Судан             | 30.894.000  | 16      |
| 6      | Саудијска Арабија | 28.146.658  | 12      |
| 7      | Јемен             | 23.580.000  | 45      |
| 8      | Сирија            | 21.906.000  | 118     |
| 9      | Тунис             | 10.673.800  | 65      |
| 10     | Сомалија          | 9.133.000   | 14      |
| 11     | УАЕ               | 8.264.070   | 99      |
| 12     | Либија            | 6.733.620   | 3,8     |
| 13     | Јордан            | 6.316.000   | 71      |
| 14     | Либан             | 4.224.000   | 404     |
| 15     | Палестина         | 4.136.540   | 687     |
| 16     | Кувајт            | 3.566.437   | 200     |
| 17     | Мауританија       | 3.291.000   | 3,2     |
| 18     | Оман              | 2.845.000   | 9,2     |
| 19     | Катар             | 1.699.435   | 154     |
| 20     | Бахреин           | 1.234.596   | 1.646   |
| 21     | Џибути            | 864.000     | 37      |
| 22     | Комори            | 691.000     | 309     |
| Укупно | Арапска лига      | 313.147.329 | 30,4    |

## Демографија
Арапски језик је уједињујућа одлика арапског света. Иако различите области користе различите облике арапског језика, све оне користе стандардни модерни арапски језик, који је настао из књижевног арапског језика. То се сукоби са ситуацијом у ширем исламском свету, где Иран, Авганистан и Пакистан користе персијско писмо, слично арапском, и задржава свој културолошки престиж као језик религије и теологије тамо где се арапски не користи као колоквијални језик.
Већина становника арапског света су муслимани, а религија има званични статус у већини земаља арапског света. Шеријат постоји делимично у правном систему неких земаља, посебно на Арабијском полуострву, док су друге земље секуларне. Већина арапских земаља припадају сунитском исламу. Ирак и Бахреин, међутим, припадају шиитском исламу, док Либан, Јемен, и Кувајт имају велики број шиитских мањина. У Саудијској Арабији источна провинција Ал-Хаса региона има велики број шиитских мањина, а северна провинција у граду Наџран има велики број исмаилитских шиита. Ибадитски ислам се практикује у Оману, где Ибадити чине 75% становништва.
Постоји велики број Хришћана који живе углавном у Египту, Сирији, Либану, Ираку, Јордану, Израелу и Палестини. Пре тога, постојала је одређена мањина Јевреја у арапском свету. Међутим, поделом Палестине и успостављањем израелске државе дошло је до емиграције и истеривања Јевреја у року од неколико деценија. Данас постоје мале јеврејске заједнице, које се крећу од око десетак у Бахреину, до више од 1.000 у Тунису и 7.000 у Мароку. Укупно, Арапи чине око једне четвртине муслимана у свету, којих има око 1,5 милијарди, и припадају заједници која се назива исламски свет.
Према UNESCO-у, просечна писменост код одраслих (старији од 15 година) у овој области износи 76,9%. У Мауританији и Јемену, писменост је испод просека, и износи једва 50%. С друге стране, Сирија, Либан, Палестина и Јордан показују високу стопу писмености код одраслих, која износи преко 90%. Просек писмености код одраслих се стално поправља, a апсолутни број писмених одраслих особа је у периоду између 1990-их година и 2000—2004. је пао са 64 милиона на око 58 милиона. Укупно, неједнакост полова у писмености је висока у овом региону. Што се стопе писмености тиче, само две трећине жена је писмено у односу на мушкарце, са само 69 писмених жена на 100 писмених мушкараца. Просечни индекс родне једнакости што се писмености код одраслих тиче износи 0.72, а неједнакост полова се може видети у Египту, Мароку и Јемену. Изнад свега, индекс родне једнакости у Јемену износи 0.46 у области која има 53% одраслих писмених људи. Према анкети Уједињених нација, У арапском свету просечна особа чита четири стране годишње, а једно дело се објављује годишње на сваких 12.000 људи. Фондација арапске мисли каже да само нешто мало преко 8% Арапа имају жељу за образовањем.
Писменост је већа међу младима него међу старијима. Писменост код младих (15–24 године) у арапским земљама се повећао са 63.9 на 76,3% од 1990. године 2002. године. Просек за земље Персијског залива је износио 94%, за земље Магреба 83,2% а земље Машрика 73,6%. Међутим, више од једне трећине омладине у слабо развијеним арапским земљама остаје неписмено (Египат, Мауританија, Сомалија и Јемен).  2004. године, регионални просек писмености код омладине је износио 89,9% за мушкарце и 80,1% за жене.
Уједињене нације су објавиле извештаје о људском развоју у арапским земљама 2002, 2003. и 2004. године. Ови извештаји, које су писали истраживачи из арапског света, односе се на неке веома осетљиве проблеме који се тичу развоја у арапским земљама: оснаживање жена, доступности образовања и информација, између осталог.
Жене у арапском свету још увек немају једнаке могућности, иако је њихово развлашћивање веома важан фактор који је довео до обогаћивања покушаја арапских земаља да се врате на прва места глобалне трговине, образовања и културе, према новом извештају Уједињених нација из 2008. године.
У најједноставнијој дефиницији арапског света постоје одређење нације које не припадају Арапима ни по етничком ни по језичком одређењу, и које често себе не сматрају Арапима. Ипак, највише су аутохтоне у својим областима (у које спадају и групе јеврејске дијаспоре, Самарићани, Друзи, Асирци и други), и у већини случајева су на тој територији још пре него што су је населили Арапи Арабијског полуострва, када је дошло до ширења ислама. Одређене популације су показале непријатељство према арапском свету, и "верују су да њихова национална и политичка права неправедно гурнута у страну фокусирањем модерних власти на Панарабизам и промовисање арапског идентитета".

## Историја

### Рана историја
Арапи воде порекло из централне семитске групе са Арабијског полуострва.
Њихова експанзија ван Арабије и Сиријске пустиње је производ муслиманских освајања у периоду од 7. до 8. века. Ирак је освојен 633. године, а Палестина између 636. и 640. године.
Египат је освојен 639. године, те је постепено арабизован током средњовековног периода. Египатски арапски језик се појавио у 16. веку.
Магреб је освојен у 7. веку, па је постепено арабизован за време Фатимида.
Ислам је у Судан стигао из Египта у периоду између 8. и 11. века.
Култура Судана се данас заснива на племенима, нека имају чисту нубијску, беџа, или арапску културу, а нека имају мешавину арапских и нубијских елемената.
Ислам је доведен у област Рога Африке веома рано са територија Персијског залива, убрзо након хиџре. Крајем 800-их година, Ал Јакуби је написао да су муслимани живели дуж северне сомалске морске обале. Такође је поменуо и да је адалско краљевство имало свој главни град, тиме наглашавајући да је Адалски султанат са Зеилом као својим центром постојао чак и у 9. или 10. веку.

### Османско царство и колонијалне силе
Арапски Абасидски халифат је пао у руке Монгола у 13. веку. Египат је пао под турску власт.
Турско Османско царство је до 1570. године контролисало већину арапског света, мада је Мароко остао под влашћу берберских династија, које су касније наследиле саадске династије у 16. и 17. веку.
Осећај арапског национализма се уздигао током друге половине 19. века, заједно са јачањем национализма у оквиру Османског царства, тада већ у стању распадања.
Када је Османско царство пало као резултат Првог светског рата, велики део арапског света је био под контролом европских колонијалних сила: британски мандат у Палестини, француска владавина у Мароку, британски мандат у Месопотамији, британски протекторат у Египту, француски протекторат у Мароку, италијанска Либија, француска окупација Туниса, француска колонизација Алжира, француски мандат у Сирији и Либану, и такозване земље у миру, британски протекторат оформљен од стране шеикада бивше „обале гусара“.
Ове арапске државе су постале независне након Другог светског рата: Либан 1943. године, Сирија и Јордан 1946. године, Либија 1951. године, Египат 1952. године, Мароко и Тунис 1956. године, Ирак 1958. године, Алжир 1962. године, Уједињени Арапски Емирати 1971. године.
Супротно томе, Саудијска Арабија се распарчала падом Османског царства, а уједињена је под Ибн Саудом Саудијске Арабије 1932. године.
Јемен је такође настао директно из Османског царства 1918. године. Оман, осим кратке персијске и португалске власти, је била самостална од 8. века.

### Успон арапског национализма
Арапска лига је основана 1945. године да би представљала интерес Арапа, посебно да би успоставила политичко јединство арапског света, и то кроз пројекат који је назван Панарабизам.
Постојали су неки краткотрајни покушаји таквих уједињења половином двадесетог века, а добар пример је Уједињена Арапска република, која је постојала од 1958. до 1961. године.
Главни циљ Арапске лиге јесте политичко јединство арапског народа. Њено стално седиште се налази у Каиру. Међутим, привремено је премештена у Тунис током 1980-их година, након што је Египат избачен због потписивања споразума из Камп Давида 1978. године.
Панарабизам је углавном напуштен као идеологија од 1980-их година, те је замењен Панисламизмом са једне стране, а национализмом са друге.

### Модерни конфликти

#### Арапско-израелски конфликт
Успостављање државе Израел 1948. године довело је до арапско-израелског конфликта, што је један од најважнијих нерешених геополитичких конфликата данашњице.
Арапске земље у различитим алијансама су учествовале у ратовима против Израела и његовим западним савезницима између 1948. и 1973. године, међу којима су арапско-израелски рат 1948. године, Суецка криза 1956. године, шестодневни рат 1967. године, и Јом Кипур рат 1973. године.
Египатско-израелски споразум о миру је потписан 1979. године.

#### Ирачко-ирански рат
Ирачко-ирански рат (познат и као Први рат Персијског залива, као и по многим другим именима) је био оружани сукоб између Ирака и Ирана, који је трајао од септембра 1980. до августа 1988. године, чинећи га другим најдужим конвенционалним ратом 20. века.
Рат је почео ирачком инвазијом Ирана, покренувши истовремено и ваздушну и копнену инвазију Ирана 22. септембра 1980. године, након дугогодишњих пограничних сукоба, и страховима од побуне шиитских муслимана међу ирачким дуго угњетаваним већинским шиитским муслиманима, која би била инспирисана иранском револуцијом. Ирак је такође желео да замени Иран на листи доминантних земаља Персијског залива. Иако се Ирак надао да ће искористити хаос након револуције у Ирану и тако напасти без упозорења, ограничено су ушли на иранску територију у убрзо су одгурнути од стране Ирана, који је повратио власт над својим територијама до јуна 1982. године. Наредних шест година, Иран је био у офанзиви.

#### Либански грађански рат
Грађански рат у Либану је био вишеструки грађански рат у Либану, који је трајао од 1975. до 1990. године и који је резултовао у око 120.000 жртава. Још милион људи (што чини четвртину становништва) је повређено, а данас око 76.000 је расељено у Либану. Такође је извршен и масовни прогон скоро милион људи из Либана.

#### Конфликт у Западној Сахари
Рат у Западној Сахари је био оружани сукоб између полиције Западне Сахаре и Марока који је трајао од 1975. године до 1991. године, и представља најбитнију фазу конфликта у Западној Сахари. Конфликт је избио након повлачења Шпаније из шпанског дела Сахаре по договору са Мадридом, при чему је власт пренета на Мауританију и Мароко, али не и суверенитет. 1975. године, Мароканска влада је организовала Зелени марш око 350.000 мароканских становника, праћеним са око 20.000 војника, који су заједно ушли у Западну Сахару, покушавши да успоставе мароканску власт. Иако су се у почетку суочили са врло малим отпором полиције, Мароко се касније нашао у процесу дугачког герила ратовања са националистима Сахаре. Крајем 1970-их година, полицијски фронт, желећи да успостави независност на овој територији, веома успешно је ратовао и против Мауританије и против Марока. 1979. године се Мауританија повукла из сукоба након потписивања мировног уговора са полицијом. Рат је настављен у блажем облику и током 1980-их година, иако је Мароко неколико пута покушао да успостави власт током 1989—1991. године. Споразум о прекиду паљбе је успостављен између зараћених страна у септембру 1991. године.

#### Грађански рат на северу Јемена
Грађански рат на северу Јемена је вођен између ројалиста и фракција Јеменске арапске републике у периоду од 1962. до 1970. године. Рат је започео пучом који је спровео вођа републиканаца, Абдулах ал-Салал, који је свргнуо са власти Имама ал-Бадра и прогласио Јемен републиком под његовом влашћу. Имам је пребегао у Саудијску Арабију где је окупио народну подршку.

#### Сомалски грађански рат
Грађански рат у Сомалији је грађански рат који се тренутно одвија у Сомалији. Почео је 1991. године, када је коалиција заснована на клановима оружаним опозиционим сукобима свргла дугогодишњу националну војну владу.
Разне фракције су почеле да се такмиче за утицај на вакуум снаге који је касније уследио, што је убрзало одбијање покушаја успостављања мира од стране Уједињених нација средином 1990-их година. Уследио је период децентрализације, окарактеризован повратком на религијско право у многим областима, као и успостављањем аутономних регионалних влада у северним деловима земље. Почетак 2000-их година је осведочио стварањем повоја привремене феудалне администрације, што је кулминирало успостављањем Транзиционе федералне управе (TFG) 2004. године. 2006. године је ова управа, заједно са етиопским трупама, преузела власт над већином зона у којем су владали конфликти на северу земље, преузевши је од новооформљеног Савеза исламских судова (ICU), која се постепено поделила на неколико радикалних група, међу којима је најзначајнија Ал-Шабаб милитантна група, која се од тада супротставља сомалској влади и њеним савезницима у овом региону, покушавајући да преузме власт. 2011. године започета је координисана војна операција између сомалске војске и мултинационалних снага, за које се сматра да представљају крајње фазе исламистичких побуна током овог рата.

### Нафта
Док је арапски свет био ограниченог интереса за европске колонијалне силе, те се Британска империја интересовала углавном за Суецки канал и пут ка британској Индији, економска и геополитичка ситуација се променила након што су откривене велике залихе нафте 1930-их година, праћене великим повећањем потражње за нафтом на западу као резултат друге индустријске револуције.
Персијски залив је посебно богат овим стратешким материјалом: четири земље Персијског залива, Саудијска Арабија, Уједињени Арапски Емирати, Кувајт и Катар су међу десет највећих произвођача нафте на свету. Такође, Алжир, Либија, Ирак, Бахреин, Египат, Тунис, и Судан имају мале али веома важне резерве нафте. Где год присутна, има велики утицај на регионалну политику, често омогућујући закупљивање земље, што води ка економској различитости између нафтоносних и земаља које немају нафту и, посебно у слабо насељеним државама Персијског залива и у Либији, изазива велику потребу за радном емиграцијом. Верује се да арапски свет држи око 46% светских постојећих нафтних залиха, и четвртину светских залиха природног гаса.
Исламизам и Панисламизам су били у успону током 1980-их година. Хезболах, милитантна исламистичка странка у Либану, основана је 1982. године.
Исламистички тероризам је постао проблем арапског света током 1970-их и 1980-их. Док су Муслиманска браћа била активна у Египту од 1928. године, њихове милитантне акције су биле ограничене на покушаје атентата на политичке вође.

### Модерна историја
Данас, арапске државе су окарактерисане њиховим аутократским владарима и недостатком демократске контроле. Демократски индекс из 2010. године класификује Либан, Ирак и Палестину као хибридне режиме, а све остале арапске државе као ауторитативне режиме. На сличан начин, извештај Куће слободе из 2011. године класификује Комори и Мауританију као електоралне демократске државе.", а Либан и Кувајт као делимично слободне, док све остале државе нису слободне.
Инвазија Кувајта од стране ирачких снага водила је ка Заливском рату 1990–91. године. Египат, Сирија и Саудијска Арабија су се придружиле мултинационалној коалицији која је стала против Ирака. Прикази подршке Ираку од стране Јордана и Палестине резултовале су затегнутим односима између многих арапских земаља. Након рата, такозвана „Дамашка декларација“ је формализовала пакт за будуће заједничке арапске дефанзивне акције између Египта, Сирије и земаља Персијског залива.
Ланац догађаја који су водили ка дестабилизацији ауторитативних режима успостављених 1950-их година у арапском свету је постао веома јасан почетком 21. века. Инвазија Ирака 2003. године је водила ка паду баатистичког режима, а затим и ка смакнућу Садама Хусеина.
Растућа класа младих, образованих, секуларних грађана који имају приступ модерним медијима као што су Ал Џазира (основана 1996. године) и који комуницирају интернетом је почела да ствара трећу снагу поред класичних панарабистичких и панисламистичких снага које су доминирале другом половином 20. века..
Године 2003. је Египатски покрет Промене, познат под именом Kefaya (ар:كفاية ) покренут као средство борбе против режима Мубарака и начин успостављања демократских реформи и већих грађанских слобода у Египту.
У Сирији, Дамашко пролеће које је трајало у периоду од 2000. до 2001. године најавило је могућност демократских промена, мада је баатистички режим успео да угуши овај покрет.

#### Арапско пролеће
Арапско пролеће које је почело крајем 2010. године и траје до данас је усмерено против ових ауторитарних влада и политичке корупције, заједно са захтевима за већим демократским правима.

## Државе и територије

### Врсте владе
Различите врсте владе постоје у арапском свету. Неке земље су монархије: Бахреин, Јордан, Кувајт, Мароко, Оман, Катар, Саудијска Арабија и Уједињени Арапски Емирати. Све остале арапске земље су републике. Осим у Палестини, Либану, и од скора Мауританији, демократски избори у арапском свету су виђени као компромисни због потпуног намештања гласова, застрашивања опозиционих странака, и тешког ограничавања грађанских слобода и политичких дисидената.
Након Другог светског рата, Панарабизам је желео да уједини све земље арапског говорног подручја у једну политичку целину. Једино су Сирија, Ирак, Египат, Судан, Тунис, Либија и Северни Јемен узеле у обзир ову краткотрајну идеју Уједињене Арапске републике. Историјске поделе, такмичећи се са локалним национализмом, и географско ширење су главни разлози за неуспех Панарабизма. Арапски национализам је још једна јака снага у региону која се појавила половином 20. века и која је била прихваћена од стране многих вођа у Египту, Алжиру, Либији, Сирији и Ираку. Арапске националистичке вође овог периода су Гамал Абдел Насер у Египту, Ахмед бен Бела у Алжиру, Мишел Афлак, Салах ал-Дин ал-Битар, Зеки ал Арсузи, Константин Зуреик и Шукри ал-Куватли у Сирији, Ахмед Хасан ал-Бакр у Ираку, Хабиб Бургиба у Тунису, Мехди бен Барка у Мароку, и Шакиб Арслан у Либану.
Касније вође који су били националисти јесу Муамер ел Гадафи у Либији, Хафиз ел Асад и Башар ел Асад у Сирији и Садам Хусеин у Ираку. Различите арапске државе су углавном одржавале јаке везе, али и јасне националне идентитете који су се развили и ојачали заједно са социјалним, политичким и историјским стварностима последњих 60 година. Ово је идеју о Панарабизму учинило све мање могућом. Такође, пораст снаге политичког ислама је од тада водио ка већем нагласку на панисламизму него на панарабизму међу арапским муслиманима. Арапски националисти који су се некада супротстављали исламистичким покретима видевши их као претње својим режимима се сада са њима другачије носе, из веома јасне политичке реалности.

### Модерне границе
Многе модерне границе арапског света су постављене од стране европских империјалних снага током 19. и почетком 20. века. Међутим, неке веће земље (посебно Египат и Сирија) су историјски задржале географски дефинисане границе, на којима су касније биле засноване границе модерних земаља. Египатски историчар из 14. века, Ал-Макризи је, на пример, дефинисао да се египатске границе простиру од Медитерана на северу до доњег дела Нубије на југу; и између Црвеног мора на истоку и оаза Либијске пустиње. Модерне границе Египта, дакле, нису креација европских сила, и бар су делом засноване на историјским чињеницама које су, с друге стране, засноване на одређеним културалним и етничким идентификацијама.
У друга времена, краљеви, принчеви или шеикови су постављани као полуаутономни владари нових националних држава, углавном изабрани од стране истих империјалних снага које су те границе и дефинисале, у служби која је потребна европским силама као што је Британска империја, на пример, са Шерифом Хусеином ибн Алијем. Многе афричке земље нису добиле независност од Француске све до 1960-их година након крвавих борби за своју слободу. Те борбе су постављење од стране империјалних снага које су дозволиле облик независности који је овде дат, те су због тога и дан данас већина тих граница остале исте. Неке од ових граница су постављене без консултација са тим личностима које су радиле у служби колонијалних интереса Британије или Француске. Један такав договор између Британије и Француске (без Шерифа Хусеина ибн Алија), потписан у тајности и чуван све док га Владимир Лењин није објавио у целини, био је Сајкс-Пикотов споразум. Други веома важан документ писан без консензуса локалне популације била је Балфорова декларација.
Као што је рекао бивши директор израелске обавештајне агенције Мосад, Ефраим Халеви, сада директор Хебрејског универзитета:
| „ | Границе, које када погледате на карти Блиског истока изгледају као веома праве линије, поставили су британски и француски техничари који су нацртали линије граница лењиром. Ако је лењир или неко други из неког разлога померио карту, ако се некоме тресу руке, онда се и граница померала (заједно са руком). | ” |

Онда је дао пример,
| „ | Постоји позната прича о британском конзулу, госпођи по имену Гертруда Бел која је цртала мапу Ирака и Јордана користећи провидан папир. Окренула се да прича са неким, и како се окренула папир се такође померио, као и лењир, што је додало део територије (новим) Јорданцима. | ” |

}}
Историчар Џим Кроу са Универзитета у Њукаслу је рекао:
| „ | Без империјалних резова, Ирак не би био у данашњем облику... Гертруда Бел је била једна од двоје или троје Британаца који су били инструменти стварања арапских држава на Блиском истоку које су биле по вољи Британије. | ” |

### Модерна економија
Од 2006. године, арапски свет држи две трећине свих домаћих производа и три петине трговине ширег муслиманског света.
Арапске државе су у већини случајева, мада не искључиво, економски у развоју, те своје извозне приходе добијају из нафте и гаса, или продајом њихових материјала. Последњих година је примећен одређени економски раст у арапском свету, као производ повећања цена нафте и гаса, који се утростручио у периоду између 2001. и 2006. године, али такође и као производ покушаја неких земаља да направе залиху у својим економским базама. Индустријска продукција је порасла; на пример, количина челика произведеног у периоду између 2004. и 2005. године је порасла са 8.4 на 19 милиона тона. (Извор: Уводни говор Махмуда Кудрија, министра индустрије Алжира, на 37. генералној скупштини гвожђа и челика Арапске уније, Алжир, мај 2006). Међутим, чак и 19 милиона тона представља само 1,7% глобалне производње челика, и остаје инфериорна производњи у земљама као што је Бразил.
Главне економске организације у арапском свету су Савет за заливску сарадњу (GCC), који чини заједницу земаља Персијског залива, и Савез арапског Магриба (UMA), који чине северноафричке земље. GCC је постигао неки успех у финансијском и монетарном смислу, укључујући планирање успостављања заједничке валуте у области Персијског залива. Од његовог оснивања 1989. године, највеће достигнуће UMA-е јесте успостављање 7000 km аутопута који сече северну Африку од Мауританије до либијске границе са Египтом. Централни опсег аутопута јесте Мароко, Алжир и Тунис.
Од августа 2009. године је пријављено да је Саудијска Арабија, према светској банци, економски најснажнија арапска земља.
Саудијска Арабија остаје економски најјача арапска земља. То је 11. највећа економија у Азији, коју прате Египат и Алжир, које су такође и друга и трећа највећа економија у Африци (након северне Африке) 2006. године. Према БДП-у, Катар је најбогатија земља у развоју на свету.
Укупни БДП свих арапских земаља 1999. године је износио 531,2 милијарди америчких долара. Груписањем свих скорих БДП бројева, укупни БДП арапских земаља износи бар 2,8 билиона америчких долара 2011. године.

## Географија
Арапски свет се простире на више од13000000 km² северне Африке, као и делом североисточне Африке и северозападне Азије. Азијски део арапског света се зове Машрик. Алжир, Мароко, Тунис, Либија, а често и Мауританија се сматрају деловима Магреба, док се Египат и Либија називају долина Нила, Египат је трансконтинентална земља захваљујући Синајском полуострву, које се налази у Азији, и има јаче културолошке везе са Машреком.
Термин Арапин се најчешће односи на Блиски исток, мада је већи део (као и насељенији) арапског света у ствари северна Африка. Њених осам милиона km² обухватају две највеће земље афричког континента, Алжир (2,4 милиона km²) у средини региона и Судан (1,9 милиона km²) на југоистоку. Алжир има површину три четвртине Индије, или један и по пута већу територију од Аљаске, која је највећа држава Сједињених Арапских Држава. Највећа држава на арапском Блиском истоку је Саудијска Арабија (2 милиона km²).
С друге стране, најмања аутономна арапска земља у северној Африци и Блиском истоку је Либан (10.452 km²), а најмања арапска острвска земља је Бахреин (665 km²).
Свака арапска земља се граничи са морем или океаном, осим арапског региона северног Чада, који је са свих страна окружен земљом. Ирак је скоро цео окружен земљом, с обзиром да има јако мали приступ Персијском заливу.

### Историјске границе
Политичке границе арапског света су одлутале и оставиле арапско мањинско становништво у неарапским приобалним земљама и земљама Рога Африке, као и у блискоисточним земљама као што су Кипар, Турска и Иран, као што је остало и доста неарапских мањина у арапским земљама. Међутим, основна географија коју чине море, пустиње и планине сама ствара природне границе овом региону.
Арапски свет заузима два континента, Африку и Азију. Углавном је оријентисан дуж исток-запад линије.

#### Арапска Африка
Арапска Африка обухвата око две трећине северног дела континента. Са три стране је окружен водом (запад, југ, и исток) и пустињом са четврте (северне) стране.
На западу, ограничена је обалом Атлантског океана. Од североистока до југозапада, Мароко, Западна Сахара (као део Марока), и Мауританија чине око 2.000 km арапске атлантске обале. Југозападна обала је незнатна, али ипак важна, као на пример, главни град Мауританије који су овде налази, Ноуакшот, (18°N, 16°W), и који је најзападнија престоница арапског света, као и трећа најзападније престоница Африке. Даље јужно дуж обале Мауританије је Сенегал, чија нагла граница заокружује градијент културе Арапа ка аутохтоној афричкој култури која историјски карактерише овај део западне Африке.
Границе арапске Африке на северу се додирују са Средоземним морем. Ова граница почиње на западу са уским Гибралтарским мореузом, каналом широким тринаест километара који повезује Средоземно море са Атлантиком на западу, и одваја Мароко од Шпаније на северу. Источно путем обале од Марока су Алжир, Тунис и Либија, које прати Египат, најсевероисточнији угао региона. Обала постаје оштрија на југу код Туниса, нежније се спушта на југоисток кроз либијску престоницу, Триполи, а онда и ка другом либијском граду, Бенгазију, да би се слустила ка истоку кроз египатски други град, Александрију. Тунис представља спојницу западног и источног Медитерана, као и културолошку транзицију: западно од Египта почиње део арапског света који је познат као Магреб (Либија, Тунис, Алжир, Мароко и Мауританија).
Историјски, 4,000 km медитеранске границе се проширио. Велики центри Европе су касније често позивали на контакт и истраживање арапске земље, углавном пријатељски, мада не увек. Острва и полуострва у близини арапске обале су променила своје власнике. Острва Сицилија и Малта леже само стотину километара од тунижанског града Картагина, који је био додирна тачка са Европом још од свог оснивања у првом веку пре нове ере; и Сицилија и Малта су у одређеним тренуцима били делови арапског света. Одмах преко Гибралтара из Марока, одређени региони Иберијског полуострва су у средњем веку били делови арапског света, тиме проширујући северну границу чак и до Пиринеја, оставивши тако свој траг на локалну, па чак и ширу европску и западну културу.
Северна граница арапске Африке је такође била у једном тренутку проширена у другом правцу, прво кроз Крсташке ратове, а касније кроз империјално мешање Француске, Британије, Шпаније и Италије. Други посетилац са северних обала, Турска, је контролисао источни део региона вековима, иако није била колонизатор. Шпанија и дан данас држи под својом влашћу две енклаве, Сеуту и Мелилу (шпански Мароко), дуж мароканске обале. Близина северне Африке и Европе је увек охрабривала мешање, а то се данас наставља у виду арапских миграција у Европу, и европског интереса за арапске земље данас.
На истоку, Црвено море чини границу између Африке и Азије, као и границу између арапске Африке и Блиског истока. Ово море је дуг и узак водени пролаз са нагибом ка северозападу, простире се 2.300 km од египатског Синајског полуострва југоисточно ка Баб ел Мандеб мореузу између Џибутија у Африци и Јемена у Арабији; широк је око 150 km. Иако је море пловно целом својом дужином, историјски је највише контаката између арапске Африке и арапског Блиског истока било преко земље, то јест преко Синаја, или преко мора, Медитераном или Баб ел Мандеб мореузом. Од северозапада ка југоистоку, Египат, Судан и Еритреја чине афричку обалу, са Џибутијем који представља афричку обалу Баб ел Мандеба.
Југоисточно дуж обале поред Џибутија је Сомалија, мада сомалска обала брзо прави заокрет ка југоистоку, опонашајући обалу Јордана са друге стране обале на северу, и дефинишући јужну обалу Аденског залива. Сомалска обала затим прави мали заокрет назад ка југозападу и употпуњује Рог Африке. Шест месеци годишње монсуни дувају из екваторијалне Сомалије, прелазе преко Арабије и малог јеменског архипелага Сокотра, да би се у Индији претворили у кишу; затим мењају правац и дувају назад. Зато је источна, а посебно југоисточна граница арапске Африке историјски била капија поморске трговине и културолошке размене са источном Африком и потконтинентом. Стални ветрови такође објашњавају постојање коморских острва, арапско-афричке земље, у близини обале Мозамбика, близу Мадагаскара у Индијском океану, која су најјужнији део арапског света.
Јужна граница арапске северне Африке представља Сахел, гранична зона у Африци између Сахаре на северу и плодније регије Судан на југу.

#### Арапски Блиски исток
Западни азијски арапски регион се састоји из Арабијског полуострва и Леванта (Bilad al-Sham, ар:بلاد الشام) (данашње Сирија, Либан, Израел, палестинске територије, већи део Јордана, делови Ирака и Ирана).